# Église Sainte-Eulalie de Bordeaux
Pour les articles homonymes, voir Église Sainte-Eulalie.
L'église Sainte-Eulalie est une église catholique d'origine très ancienne, et plusieurs fois remaniée. Remarquable par son histoire, son architecture et son décor, elle accueille notamment les reliques des saints martyrs gascons, a vu passer Guillaume Chaminade, Thérèse de Lamourous, Pierre-Bienvenu Noailles et Louis Martin, père de sainte Thérèse de l'Enfant-Jésus, qui y est baptisé en 1823. L'édifice est classé au titre des monuments historiques en 1840 et inscrit en 2004.

## Localisation
Son ancienne paroisse s'étend dans la partie sud-ouest de la ville. Restée longtemps à l'écart de la ville hors les murs du castrum construit au IIIe siècle, la paroisse est enfin incluse par la 3e enceinte élevée au XIVe siècle, englobant également les paroisses de Saint-Michel et Sainte-Croix.
Elle est située dans le département français de la Gironde et la commune de Bordeaux, au 13 place Sainte-Eulalie, face aux urgences de l'Hôpital Saint-André (1 rue Jean Burguet).

## Historique

### Les origines: du IIIeauXIesiècle
Les textes mentionnent une église au IIIe siècle.
L'église est élevée sur une chapelle du VIIe siècle, à laquelle succède un monastère fondé par le roi des Francs de la dynastie mérovingienne Dagobert Ier (629-638) en l'honneur de saint Pey (saint Pierre).
Après le don par Sigebert III (vers 630-656), fils de Dagobert, de la relique d'un des bras de sainte Eulalie, jeune martyr espagnole de la fin du IIIe siècle, l'église du monastère prend le nom de Sainte-Eulalie.
Un couvent de moniales bénédictines existe au VIIe siècle, mentionné dans les Annales de l'ordre de Saint-Benoist pour l'an 658,.
En 732, les Sarrasins incendient le monastère, lors de la bataille de Bordeaux. Selon les inscriptions présente dans l'édifice, Charlemagne fait bâtir une chapelle vers 811 afin de déposer et d'abriter les reliques de sept saints évangélisateurs de la Novempopulanie, afin de les soustraire aux destructions des grandes invasions : saint Clair, saint Géronce, saint Sever, saint Babyle, saint Policarpe, saint Jean et saint Justin. Ces reliques sont cachées à l'arrivée des Normands en 844.

### Les reconstructions et agrandissements: du XIIe au XVIIIe siècle
Au XIIe siècle, une nouvelle église est construite afin d'accueillir les pèlerins de Saint-Jacques de Compostelle. Elle est consacrée par l'archevêque de Bordeaux, Guillaume Ier dit le Templier (1173-1187) en présence d'Henri II Plantagenêt. L'église est modifiée au XIIIe siècle avec la construction de deux nefs latérales, et au XIVe siècle avec l'édification du chevet gothique. Au début du XIVe siècle, avec la construction de l'enceinte, elle est intégrée à la Ville et marque un angle de rempart. Sa voûte occidentale est achevée en 1398, en atteste une inscription de l'époque. Au XVe siècle est reconstruite toute la partie Est pour construire l'abside polygonale. Deux chapelles sont ajoutées au nord-est et au sud-est, ainsi que la chapelle Saint-Clair (ou des Corps-Saints) abritant le bâton de Saint Roch et les reliques de Saint Clair. Le bâton de Saint Roch, du XVIe siècle, avait la réputation de guérir la maladie, ainsi était-il vénéré par les lépreux de la ville (disposant d'une entrée séparée par la porte nord, dite Porte des lépreux). 
Le clocher, endommagé par la foudre, fut détruit au XVIIIe siècle.

#### La chapelle des Corps Saints (1639)
En 1639, une chapelle est aménagée afin de recevoir les châsses contenant les corps des sept saints martyrs authentifiées par le cardinal de Sourdis en 1610. Ce dernier institue aussi une procession des Corps-Saints entre l'église Sainte-Eulalie et la cathédrale Saint-André, procession qui dure jusqu'en 1880. Elle est représentée sur le vitrail de Joseph Villiet. La grille de style Louis XV rocaille est réalisée par le maître ferronnier Blaise Charlut en 1751. Un lutrin monumental provient du couvent des Carmes détruit, et expose des moments de la vie du prophète Elie. 
Les châsses-reliquaires, redorées en 1826 (mention "Michaut, doreur") et restaurées entre 2014 et 2018, sont celles qui ont été commandées par le cardinal de Sourdis. En 1863, l'avocat Pierre Sansas, futur fondateur de la Société d'archéologie de Bordeaux, reprenait une rumeur selon laquelle les reliques auraient été dispersées en 1793, dans l'Ami des champs. Un démenti a été publié dès 1865. De plus, des procès-verbaux de vérification des reliques ont été signés le 29 mai 1807 par Mgr d'Aviau, archevêque de Bordeaux, puis le 24 mai 1863 par le cardinal Donnet (et scellé de ses armes). Un nouveau procès-verbal a été rédigé par une Commission de 2018 présidée par Didier Monget, curé de Sainte-Eulalie et représentant du cardinal Jean-Pierre Ricard, archevêque de Bordeaux et évêque de Bazas. Par exemple, le reliquaire en argent contenant le chef de Saint-Clair, visible en blanc sur un tableau de l'église, Charlemagne protecteur des châsses des corps saints transportées en procession à Sainte-Eulalie (28 juillet 1624), a bien disparu, mais pas le chef de Saint-Clair qu'il contenait ; il s'agit bien d'os humains ; une vingtaine d'"authentiques" sur parchemins scellés sont associés aux reliques, des certificats du XIXe siècle pour le don de fragments aux sanctuaires des diocèses de Bordeaux, d'Agen, d'Auch (saint Clair à Lectoure en 1855, par exemple), etc.

### Révolution française etXIXesiècle
Pendant la Révolution française, l'église est utilisée comme entrepôt d’œuvres d'art en provenance des autres églises de Bordeaux. Le cimetière longeant l'église sur son côté nord disparaît. Au début du XIXe siècle, l'église renaît sous l'impulsion de prêtres, paroissiens et des personnalités comme Mademoiselle de Lamourous, le père Chaminade ou le père Noailles.

#### Miracle eucharistique de 1822
Le 3 février 1822, dans l'oratoire d'une maison située rue Mazarin - et aujourd'hui détruite - une vingtaine de personnes sont témoins d'un phénomène inexplicable durant une vingtaine de minutes lors de la bénédiction du Saint-Sacrement dirigée par l'abbé Delort, dont des Dames de Lorette et des orphelines : l'image du Christ "bénissant" apparaît sur l'hostie consacrée. Le visage de Jésus est décrit comme "lumineux" et "très beau". Un témoin, Milady Peychaud, raconte n'avoir rien vu mais fut la seule à entendre « Je suis Celui qui suis. Il n'y a que Moi qui sois... ». Les témoignages sont précis et concordants.
L'archevêque de Bordeaux, Charles François d'Aviau, lance une enquête menée par des théologiens et des médecins. Quelques jours plus tard, il publie les résultats de l'enquête, très positive à ses yeux, sur ce miracle eucharistique. 

### XXe et début du XXIe siècles
Au début du XXe siècle l’église est fortement remaniée : le portail gothique occidental est supprimé et la façade occidentale entièrement reconstruite, l'église est agrandie.
Au début des années 1970, Jean-Louis Tauran a été vicaire à Sainte-Eulalie.

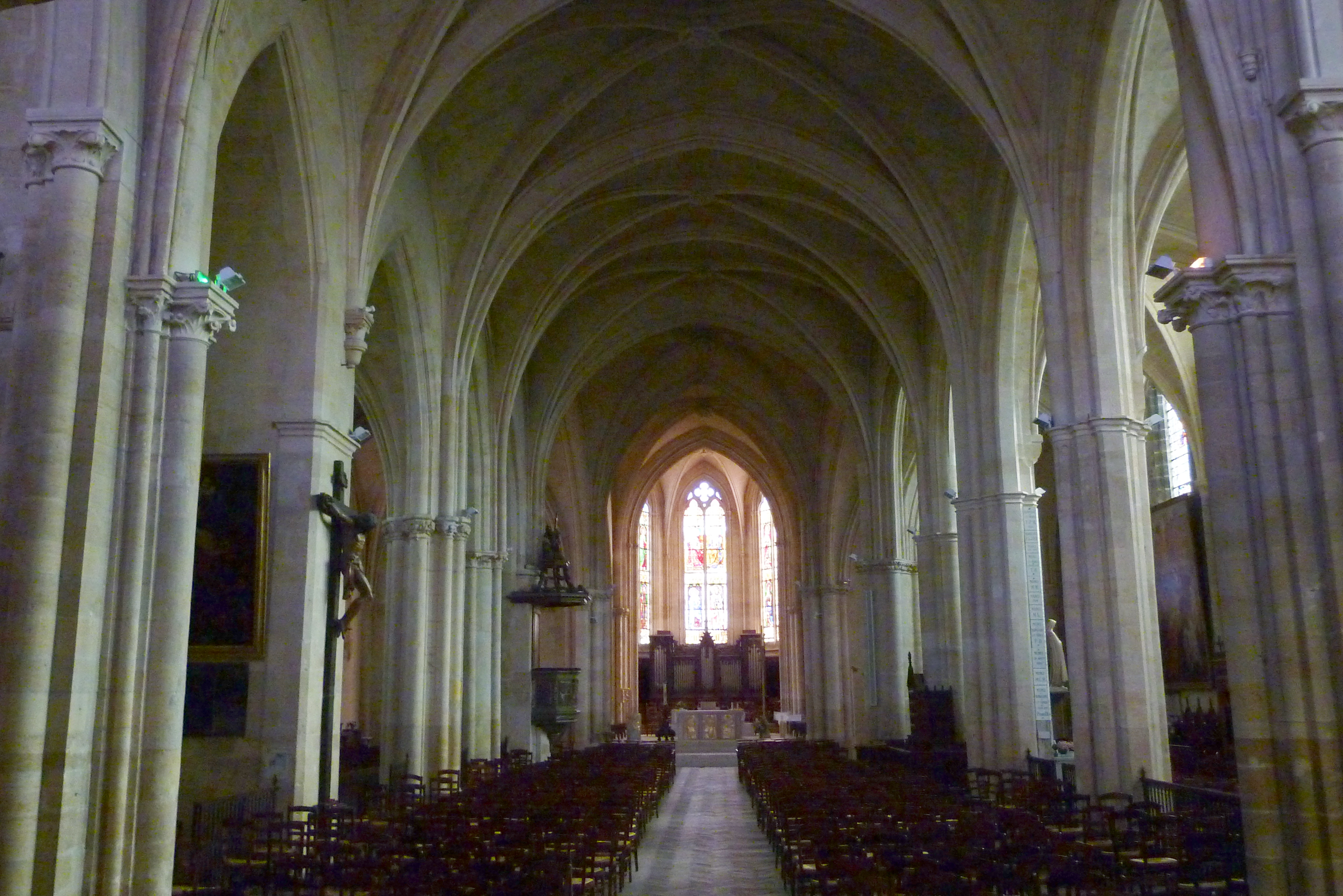
La nef et le chœur.

### Banques de données, dictionnaires et encyclopédies
- Site officiel
- Ressources relatives à la religion :   - Clochers de France
  - Observatoire du patrimoine religieux
- Ressources relatives à l'architecture :   - Mérimée
  - PSS
- Eglise Sainte Eulalie - Bordeaux, plaquette de la Mairie de Bordeaux, 6 p.